# Percrocuta
Percrocuta (лат.) — вымерший род гиеноподобных кошкообразных хищных млекопитающих, обитавших в Евразии и Африке с миоцена по плиоцен.

## Характеристика
При максимальной длине 1,5 м Percrocuta была намного крупнее своих современных родственников. Как и у пятнистой гиены, у неё имелся крепкий череп и мощные челюсти. Как и у современных гиеновых, задние лапы Percrocuta короче передних, в результате чего у животного была покатая спина.

## Классификация
Percrocuta была описана как род Hyaenidae в 1938 году. Отношение Percrocuta к семейству обсуждалось до 1985 года, когда Percrocuta, Dinocrocuta, Belbus и Allohyaena были признаны четырьмя родами в семействе Percrocutidae. Однако более поздние данные показали, что как минимум Belbus и Allohyaena не являются представителями Percrocutidae.

## Распространение
P. miocenica известна только по нескольким нижним челюстям, обнаруженным в Сербии, Боснии и Герцеговине и Турции. Эти окаменелости датируются неогеновой зоной млекопитающих 6.